# يعقوب ميخائيل
يعقوب ميخائيل (بالإنجليزية: Yaaqoub Mekhael) ممثل مصري من مواليد 1905، ودخل عالم الفن في نهاية الخمسينات من القرن العشرين، واختاره المخرجون لتأدية أدوار رب الأسرة المحافظ أو الأب المتسلط. رصيده الفني 10 أفلام سينمائية فقط أخرجها كبار المخرجين.

## أعماله السينمائية
- «الغريب» 1956 للمخرج كمال الشيخ وبطولة يحيى شاهين وماجدة، ويظهر يعقوب في دور سائق سيارة الأجرة الذي يحاول سرقة غريب.
ــ «من أجل حبي» 1959  للمخرج كمال الشيخ، وبطولة فريد الأطرش وماجدة وليلى فوزي، ويظهر يعقوب في دور أحد معارف المطرب وحيد (فريد الأطرش).
ــ «بداية ونهاية» 1960 للمخرج صلاح أبو سيف وبطولة عمر الشريف وفريد شوقي وسناء جميل، ويظهر يعقوب في دور فريد أفندي والد بهية (آمال فريد)
- «بين السماء والأرض» 1960 للمخرج صلاح أبو سيف وبطولة هند رستم، ويظهر يعقوب في دور أبو سمير وزوج أم سمير (نعيمة وصفي).
ــ «الخرساء» 1961 للمخرج حسن الامام، وبطولة سميرة أحمد وعماد حمدي، ويظهر يعقوب في دور الصياد أبوالمعاطي.
ــ «لا تطفئ الشمس» 1961 للمخرج صلاح أبو سيف وبطولة فاتن حمامة وشكري سرحان وأحمد رمزي وعماد حمدي، ويظهر يعقوب في دور مدير إدارة المعاشات بوزارة المالية.
ــ «السبع بنات» 1961 للمخرج عاطف سالم وبطولة حسين رياض وأحمد رمزي وصالح سليم ونادية لطفي وزيزي البدراوي وسعاد حسني، ويلعب يعقوب دور أبو الجوخ صاحب محل دراجات أبو الجوخ.
 ــ «رسالة من امرأة مجهولة» 1962 للمخرج صلاح أبو سيف وبطولة فريد الأطرش ولبنى عبدالعزيز، ويظهر يعقوب في دور عم محفوظ الذي يتزوج خديجة (ماري منيب).
ــ «الباب المفتوح» 1963 للمخرج هنري بركات وبطولة فاتن حمامة ومحمود الحديني وصالح سليم وحسن يوسف، ويظهر يعقوب في دور سليمان الأب القاسي المتشدد، ووالد كل من ليلى (فاتن حمامة) ومحمود (محمود الحديني).
ــ «الرجال لا يتزوجون الجميلات» 1965 للمخرج أحمد فاروق  وبطولة شويكار وأحمد خميس وحسين الشربيني وماجدة الخطيب، ويظهر يعقوب في دور الأستاذ عبد الخالق والد كريمة (شويكار).

## وصلات خارجية
- يعقوب ميخائيل على موقع الدهليز
- يعقوب ميخائيل على موقع قاعدة بيانات الأفلام العربية

https://dhliz.com/artist/yaacoub_mikhail/ يعقوب ميخائيل (ممثل)
https://www.imdb.com/name/nm10251304/?ref_=ttfc_fc_cl_t22 يعقوب ميخائيل (ممثل)
https://www.alayam.com/Article/alayam-article/406896/Index.html يعقوب ميخائيل (ممثل)
https://karohat.com/Person/13c09370-181e-4a72-ac4c-bbe1183b2bd8 يعقوب ميخائيل (ممثل)